# Eric Le Leuch
Eric Le Leuch, né le 19 juin 1971 à Dinan (Côtes-d'Armor), est un céiste français.

## Palmarès

### Jeux olympiques
- Jeux olympiques de 1996 à Atlanta :
  - Demi-finaliste du C-1 500 m.
- Jeux olympiques de 2000 à Sydney :
  - Quatrième de la finale du C-1 1 000 m.
  - Demi-finaliste du C-1 500 m.

### Championnats du monde
- Championnats du monde de course en ligne (canoë-kayak) 1995 à Duisbourg :
  -  Médaille de bronze en C-4 200 m.